# Nico Hernandez
Pour les articles homonymes, voir Hernandez.
Nico Miguel Hernandez (né le 4 janvier 1996 à Wichita) est un boxeur américain.

## Carrière
Qualifié aux Jeux olympiques d'été de 2016 à Rio de Janeiro, il remporte une médaille de bronze dans la compétition des poids mi-mouches en s'inclinant en demi-finale face au boxeur ouzbek Hasanboy Dusmatov.